# نیکلاس بونال
نیکلاس بونال (انگلیسی: Nicolas Bonnal؛ زادهٔ ۱۶ اکتبر ۱۹۷۶) بازیکن فوتبال اهل فرانسه است.
از باشگاه‌هایی که در آن بازی کرده‌است می‌توان به باشگاه فوتبال استاد رنس، باشگاه فوتبال لیل، و آ.اس موناکو اشاره کرد.